# Hesperodiaptomus schefferi
Hesperodiaptomus schefferi is een eenoogkreeftjessoort uit de familie van de Diaptomidae. De wetenschappelijke naam van de soort is voor het eerst geldig gepubliceerd in 1953 door Wilson M.S..